# Hermann de Reichenau
|  | No s'ha de confondre amb Herman I de Caríntia o Hermann de Caríntia. |

Hermann de Reichenau (alemany: Hermann von Reichenau)  (Altshausen, 18 de juliol de 1013 - Abadia de Reichenau, 24 de setembre de 1054), també conegut com a Hermann l'esguerrat o  el coix, ((llatí): Hermannus Contractus), fou un erudit monjo benedictí, compositor, musicòleg, matemàtic i astrònom. Fou beatificat el 1863.

## Vida
Hermann de Reichenau va néixer el 18 de juliol del 1013 a Saulgau (Suàbia); el seu pare era el comte Wolfrad II d'Altshausen. Amb una paràlisi a les dues cames des de la seva infància, que també li dificultava la parla però no l'intel·lecte, rep els malnoms de Contractus o Esguerrat. Des dels set anys estudia a l'abadia benedictina de Reichenau, situada en una illa del llac Constança, sota la tutela de l'abat Berno Augiensis (mort el 1048). El 1043 jura els vots i es fa membre de la comunitat benedictina.

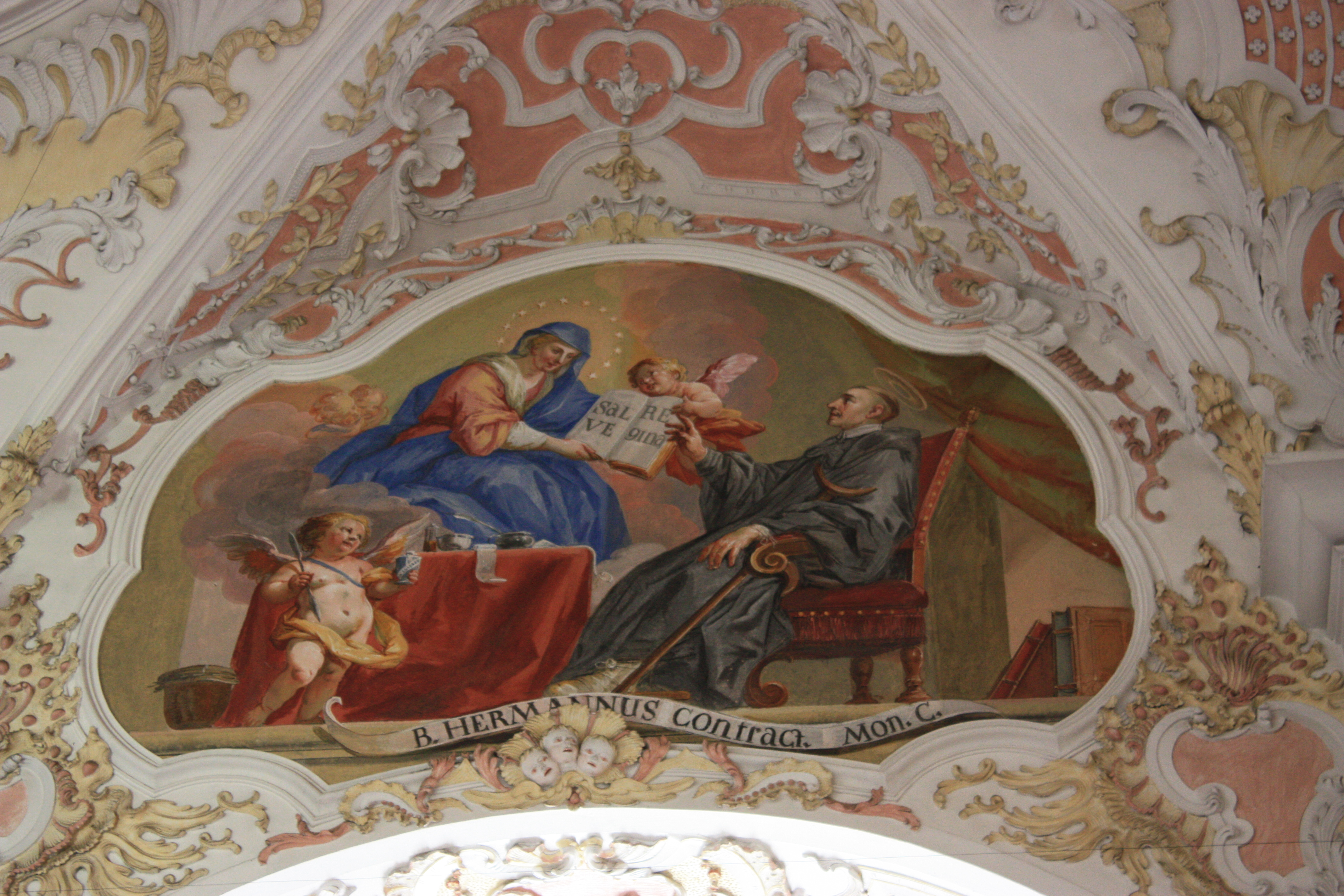
Fresc a l'Abadia d'Ossiach (Caríntia, Austria), representant Hermann el coix.

Malgrat que algunes fonts el qualifiquen de traductor de l'àrab, no sembla que tingués coneixement d'aquesta llengua. Podria ser que aquesta idea procedeixi de la confusió existent amb Hermann de Caríntia, un centenar d'anys posterior.

## Obra
L'ampla erudició de Hermann de Reichenau, el va portar a escriure obres en diferents àrees de coneixement. Potser les matèries més destacades són la música i l'astronomia.
En astronomia se li atribueix la introducció de l'astrolabi i d'altres instruments astronòmics a Europa. Va escriure dos tractats sobre aquest instrument: De mensura astrolabii i De utilitatibus astrolabii, tots dos d'influència àrab indubtable, tot i que el segon podria ser, almenys parcialment, obra de Gerbert d'Orlhac. També se li atribueix un tractat sobre la durada dels mesos: De mense lunari.
En música, a part de les seves composicions musicals, va escriure un tractat sobre els modes musicals, Opuscula musica, en el que proposava un nou sistema de notació musical.
En matemàtiques va escriure un tractat sobre el càlcul amb àbac: Qualiter multiplicationes fiant in abbaco i un text sobre ritmomàquia, un complex joc de taula basat en la teoria de nombres de Pitàgores.
També té força interès una crònica mundial des del naixement de Crist, que va ser continuada i utilitzada per historiadors posteriors, especialment per Berthold de Reichenau.